# Herborn (Assia)
Herborn è un comune tedesco di 20 894 abitanti abitanti, situato nel land dell'Assia ed è attraversato dal fiume Dill.